# 遊輪

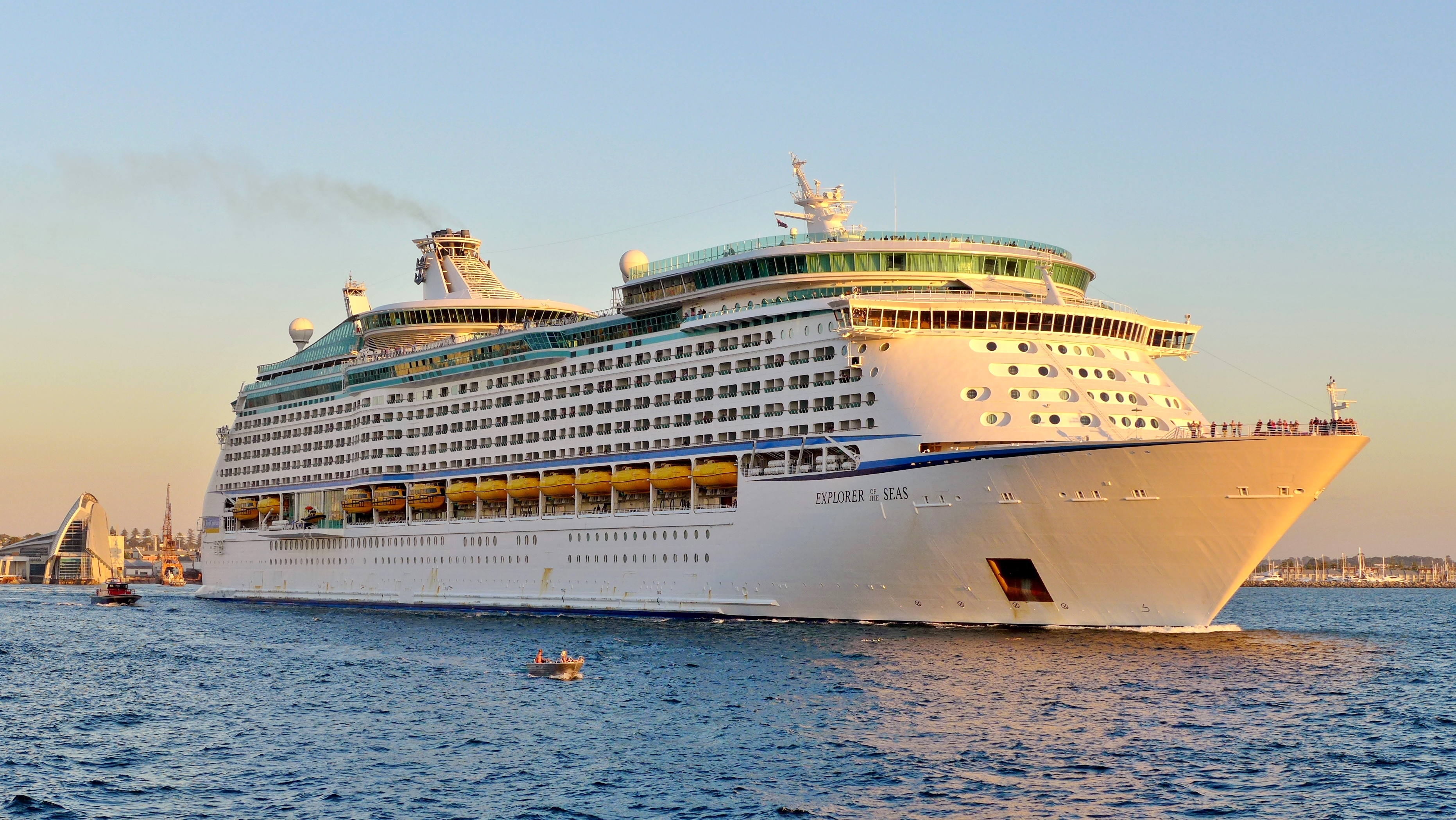
海洋探險者號

遊輪（英語：Cruise ship）是一種用於娛樂航海的客轮，航程及沿途的目的地（並不包含岸上觀光）與船上的設施，都是提供旅遊及娛樂的一部份。与远洋班轮不同的是游轮虽然有的航线是单程的，但通常会将乘客送回启航的地点。

## 历史

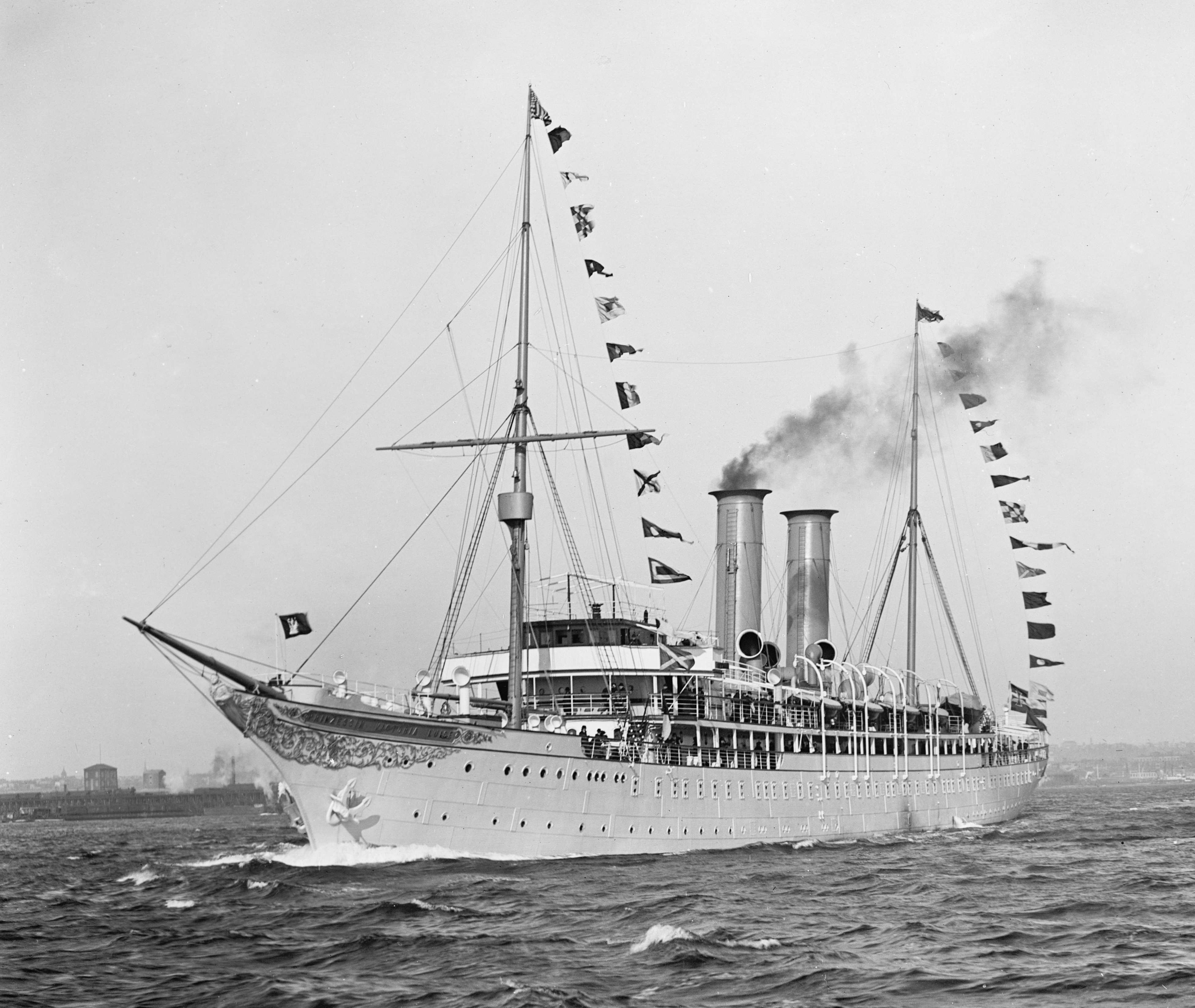
历史上第一艘转为游航设计的游船维多利亚·露易丝公主号（1900年）

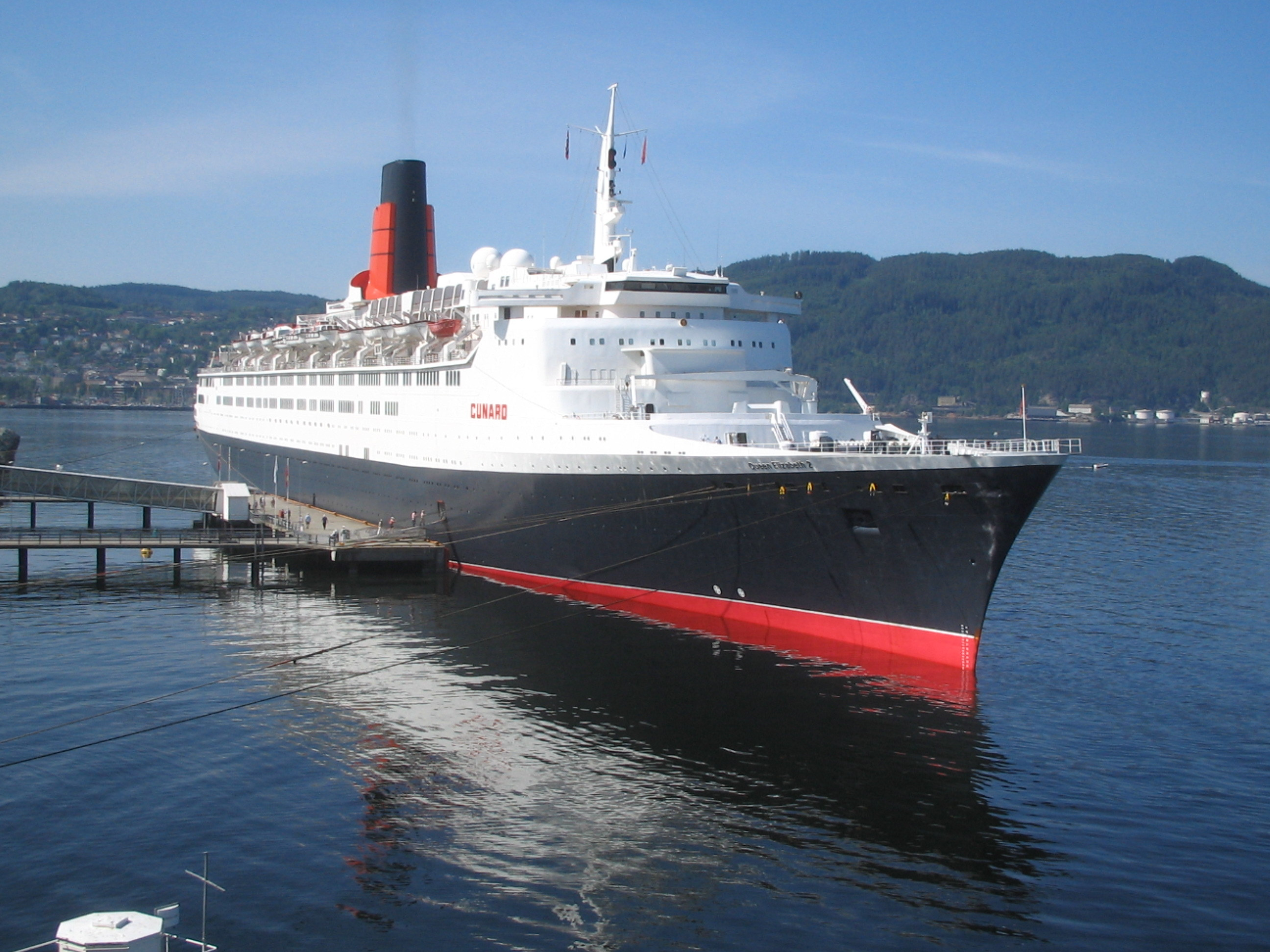
伊丽莎白女皇二号（1967年）是20世纪后期具有代表性的远洋定期船，虽然设计适合远洋航行，但主要用于旅游性航行使用。

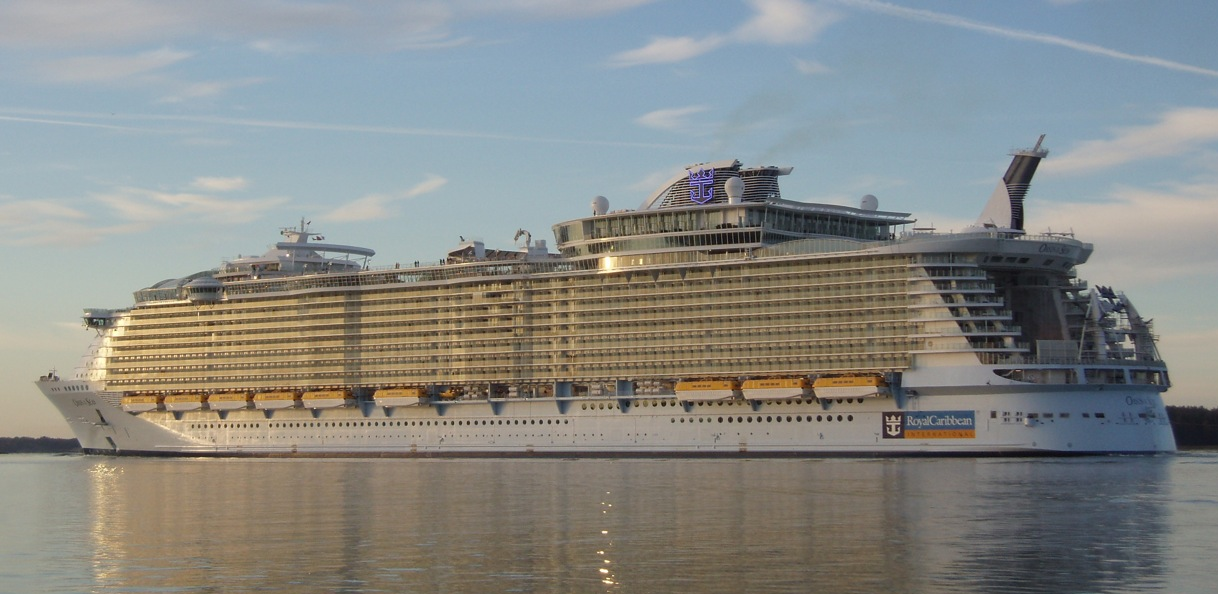
海洋綠洲號是2009年前世界上最大的遊輪。

在1950年代民航飛機成為洲際運輸的主力前，從19世紀到20世紀中葉，远洋定期客货轮是人類越洋運輸的主要途徑，其中以跨大西洋的美國往來英國及法國的北大西洋航線最為繁忙。与英国皇家邮政公司签有合约负担邮件运送任务的轮船被冠以皇家邮政船的前缀，（英语：Royal mail ship）简称“RMS”。特别注意该名词仅作为名称前的首字母缩写（Ship prefix），在英语环境中不作为对某一特定类型舰船的指代，类似于胡德号战列巡洋舰（HMS Hood)中的“HMS”。但该前缀邮政船（RMS）在汉语环境中被误传为对所有大型客船的指代。
工業革命後，歐洲國家與海外殖民地間的聯絡更加緊密，各殖民母國都需要更安全的航線、更定時的運輸與海外據點互通有無，海上航運定期化成為必然發展的結果。19世紀蒸汽船投入營運後，這個構想逐漸得到落實，從十九世紀後期到二次大戰間，是远洋班轮航運的黃金時期。随着航海技术逐渐成熟，越来越多的乘客选择坐船旅行，甚至在没有工作生活需要时为了娱乐出海旅行，为了满足此类乘客的需求定期客轮出现舒适的“头等舱”设施，远洋班轮开始肩负游轮功能。在1900年，阿美利堅-漢堡公司建造了第一艘專門用於遊航的轮船。名為维多利亚·露易丝公主号，长124米，宽度16米。现代游轮由此诞生。
严格意义上，并非所有远洋班轮都是皇家邮政船，后者原指与邮政机构签有合约负担邮件运送任务的远洋班轮，例如英国的皇家邮政船就是兼负皇家邮政邮运任务的船只。而遊轮仅为休闲用船只，因此设计上大多注重娱乐设施多于航速要求。由于邮运对船舶速度的要求，远洋班轮必须拥有较快的航速。在19世纪、20世纪航空客运普及之前，郵件合約会交給那些擁有最快、最新式的船只的航運公司。如此一來，远洋班轮兼具有郵政運輸的工作。
隨著飛機的誕生，到1930年代出現定期飛行航班，飛機的體積亦越造越大，航程也越來越遠，可降低航空交通的成本，二次大戰後噴射機的出現，航空運輸的時間不但縮短，成本反而減低，後來有波音707等噴射客機投入服務，透過船運橫渡海洋的旅客逐漸減少，远洋班轮的載客渡海用途漸漸被取代。人們只要花費乘坐远洋班轮的一部份時間就可以坐飛機抵達目的地。所以船公司大多將經營重點從運輸改向旅遊。邮运任务也逐渐由飞机和货轮接替。尚存的许多远洋班轮改造成游船，或者由于无法籌錢改造而退役，而新造的大型客船则大多是为遊航设计的遊船，人員運送船隻逐漸變為服務於觀光旅遊業務。有一些远洋班轮在船上設有賭博設施，更有部分郵輪設有賭場，通常在公海航行時會開放給船上的賭客使用，可以避開地方法律對賭博活動的限制。到21世纪初，世界上有许多游轮，而只有一艘为高速跨海航行设计的远洋班轮（玛丽皇后二号）仍旧作为远洋班轮运作（部分时间也作为游轮运作）。自從服务圣赫勒拿岛的客货轮“皇家郵政船圣赫勒拿号”在2018年退役以後，已沒有實際作爲郵政船使用的远洋班轮，因此服務跨大西洋航線的客輪——皇家郵輪玛丽皇后二号也成爲唯一正式具有“邮政船”冠名的远洋班轮。

### 游轮、远洋班轮
曾有传言丘纳德航运公司旗下的瑪麗皇后二號是唯一一艘執行定期跨洋航綫並擁有正式“RMS”冠名的远洋班轮，但据该公司官网资料显示，这艘船并没有被冠以“RMS”这一前缀。其他一些货轮，例如服务英国圣赫勒拿岛的圣赫勒拿号货轮RMS St Helena (1989)。其他经营用於娛樂航海的旅游公司为了制造噱头吸引游客有的使用“遊輪”，有的使用“郵輪”，但两种用法并未得到远洋班轮爱好者的认同。

## 遊輪列表

### 冠達游轮
- 皇家游轮瑪麗皇后二號（目前全球唯一作為遠洋定期船營運的远洋班轮，但并没被冠以RMS的前缀）
- 維多利亞女王號（英语：MS Queen Victoria）
- 伊利沙伯女王號（英语：MS Queen Elizabeth）

### 皇家加勒比国际遊輪
綠洲級游轮
- 海洋交響號：是世界上最大的客輪，噸位228,021 英噸
- 海洋綠洲號：目前全球最大、造價最高的游轮之一
- 海洋魅力号：目前全球最大、造價最高的游轮之一
- 海洋和悅號（英语：MS Harmony of the Seas）：目前全球最大游轮

自由級游轮
- 海洋自由號：2006年－2009年全球最大游轮
- 海洋自主號：建造時是全球最大遊輪，前稱MS Endeavour of the Seas
- 海洋獨立號（英语：MS Independence of the Seas）：建造時是全球最大遊輪

航行者級遊輪
- 海洋冒險者號（英语：MS Adventure of the Seas）
- 海洋探險者號（英语：MS Explorer of the Seas）
- 海洋水手號
- 海洋領航者號（英语：MS Navigator of the Seas）
- 海洋航行者號

燦爛級遊輪
- 海洋光輝號（英语：MS Brilliance of the Seas）
- 海洋珠寶號（英语：MS Jewel of the Seas）
- 海洋燦爛號（英语：MS Radiance of the Seas）
- 海洋旋律號（英语：MS Serenade of the Seas）

梦幻级游轮
- 海洋夢幻號（英语：MS Vision of the Seas）
- 海洋幻麗號（英语：MS Enchantment of the Seas）
- 海洋富麗號（英语：MS Grandeur of the Seas）
- 海洋神話號：皇家加勒比海遊輪船隊中航程最長的遊輪
- 海洋迎風號
- 海洋榮光號（英语：MS Splendour of the seas）

君王级游轮
- 海洋帝王號（英语：MSMajesty  of the Seas）
- 海皇號（英语：MS Monarch of the Seas）

量子級遊輪
- 海洋量子號

#### 前皇家加勒比遊輪
- Song of Norway（英语：Song of Norway）：已轉售，現由International Shipping Partners（英语：International Shipping Partners）營運，現稱MV Ocean Pearl（英语：MV Ocean Pearl）
- Nordic Prince（英语：Nordic Prince）：已轉售，現由Ocean Star Cruises（英语：Ocean Star Cruises）營運，現稱MV Ocean Star Pacific（英语：MV Ocean Star Pacific）
- Sun Viking（英语：Sun Viking）：已轉售，現由中國公司營運，現稱Oriental Dragon（英语：Oriental Dragon）
- Song of America（英语：Song of America）：已轉售，現由Louis Cruises（英语：Louis Cruises）營運，現稱Louis Olympia
- Viking Serenade（英语：Viking Serenade）：已轉售，現由Thomson Cruises（英语：Thomson Cruises）營運，現稱Island Escape（英语：Island Escape）
- Empress of the Seas（英语：Empress of the Seas）：前稱Nordic Empress（英语：Nordic Empress），已轉售，現由普爾曼郵輪（英语：Pullmantur Cruises）營運，現稱MS Empress（英语：MS Empress）
- Sovereign of the Seas（英语：Sovereign of the Seas）：已轉售，現由普爾曼郵輪（英语：Pullmantur Cruises）營運，現稱MS Sovereign（英语：MS Sovereign）
- Island Star：已轉售，現稱MV Horizon（英语：MV Horizon）

### 嘉年華游轮
幻想級遊輪
- 欣喜號（英语：Carnival Ecstasy）
- Carnival Elation（英语：Carnival Elation）
- 幻想號（英语：Carnival Fantasy）
- 魔幻號（英语：Carnival Fascination）
- Carnival Imagination（英语：Carnival Imagination）
- 靈感號（英语：Carnival Inspiration）
- 樂園號（英语：Carnival Paradise）
- Carnival Sensation（英语：Carnival Sensation）

凱旋級遊輪
- 命運號（英语：Carnival Destiny）
- 凱旋號（英语：Carnival Triumph）
- 成功號（英语：Carnival Victory）

精神级游轮
- 嘉年華傳奇號
- 奇蹟號（英语：Carnival Miracle）
- 驕傲號（英语：Carnival Pride）
- 精神號（英语：Carnival Spirit）

征服级游轮
- 征服號（英语：Carnival Conquest）
- 自由號（英语：Carnival Freedom）
- 光榮號
- 自主號（英语：Carnival Liberty）
- 勇敢號（英語：嘉年華勇氣號）

光輝級遊輪
- 光輝號

夢想級遊輪
- 夢想號（英语：Carnival Dream）
- Carnival Magic（英语：Carnival Magic）
- Carnival Breeze（英语：Carnival Breeze）

#### 前嘉年華游轮
假日級遊輪
- 假日號（英语：Carnival Holiday）：已轉售，現由Ibero Cruises（英语：Ibero Cruises）營運，現稱MS Grand Holiday（英语：Grand Holiday）
- MS Jubilee：已轉售並退役[3]
- Celebration：已轉售，現由Ibero Cruises（英语：Ibero Cruises）營運，現稱Grand Celebration（英语：Grand Celebration）

Tropicale class cruise ship
- 海洋之夢號：已轉售，現由普爾曼遊輪（英语：Pullmantur Cruises）營運，現稱Ocean Dream（英语：Ocean Dream (ship)）

其他
- Mardi-Gras (ship)（英语：RMS Empress of Canada (1960)）：已轉售並退役
- SS Carnivale（英语：RMS Empress of Britain (1955)）：已轉售並退役
- Festivale（英语：Festivale）：已轉售並退役

### 迪士尼游轮
- 迪士尼魔法號
- 迪士尼奇妙號
- 迪士尼夢想號
- 迪士尼幻想號
- 迪士尼希望号

### 赫伯羅特遊輪
途易的子公司
- 漢薩同盟號（英语：MS Hanseatic）
- 不來梅號（英语：MS Bremen）
- 哥倫布號（英语：MS Columbus）
- 歐洲號（英语：MS Europa）

### 途易遊輪
途易與皇家加勒比游轮合組而成。
- 邁希夫一號（英语：MeinSchiff）：前稱名流銀河號（Celebrity Galaxy）
- 邁希夫二號（英语：Mein Schiff 2）：前稱名流水星號（Celebrity Mercury）

### 麗星游轮
- 寶瓶星號：以台灣基隆港為母港
- 天秤星號：以海南海口為母港
- 雙魚星號：以香港為母港
- 雙子星號：以新加坡為母港
- 大班號:以包船方式營運
- 白羊巨星號（英语：MegaStar Aries）：閒置中
- 金牛巨星號（英语：MegaStar Taurus）：閒置中
- 雙子星號：已出售MS Gemini
- 金牛星號（英语：SuperStar Taurus）：已出售
- 白羊星號（英语：SuperStar Aries）：已出售，現稱MS Saga Sapphire（英语：MS Saga Sapphire）
- 人馬星號（英语：SuperStar Sagittarius）：已出售
- 人馬巨星號（英语：MegaStar Sagittarius）：已出售
- 山羊星號（英语：SuperStar Capricorn）：已出售
- 山羊巨星號（英语：MegaStar Capricorn）：已出售
- 挪威之星I號（英语：Norwegian Star I）：已出售
- SuperStar Express：已出售

### 挪威游轮
- 挪威精神號
- 挪威之晨
- 挪威喜悅號
- 挪威之星號（英语：Norwegian Star）
- 美國之傲號（英语：Pride of America）
- 挪威太陽號（英语：Norwegian Sun）
- 挪威之天號（英语：Norwegian Sky）
- 挪威明珠號（英语：Norwegian Pearl）
- 挪威寶石號（英语：Norwegian Jewel）
- 挪威翡翠號（英语：Norwegian Jade）
- 挪波號（英语：Norwegian Epic）
- 挪威珠寶號（英语：Norwegian Gem）
- 挪威逍遙號（英语：Norwegian Breakaway）
- 挪威遁逸號（英语：Norwegian Escape）

### 地中海會旅行社
- Club Med 2（英语：Club Med 2）：一艘五桅遊輪，依靠電腦全自動控制

### 普尔曼游轮
- MV Zenith（英语：MV Zenith）：已轉售，現由精緻遊輪（英语：Celebrity Cruises）營運

### 潤峰游轮
- 海洋之夢號

### 星夢游轮
- 雲頂夢號
- 世界夢號
- 探索夢號

### 水晶游轮
紅色斧頭號

### 公主游轮
嘉年華遊輪集團的子公司
共19艘
- 帝王公主號，公主游轮旗下的帝王級游轮
- 皇家公主號，公主游轮旗下的帝王級游轮
- 盛世公主號，公主游轮旗下的帝王級游轮
- 星空公主號，公主游轮旗下的帝王級游轮
- 奇緣公主號，公主游轮旗下的帝王級游轮
- 鑽石公主號，公主游轮旗下的鑽石級游轮
- 藍寶石公主號，公主游轮旗下的鑽石級游轮
- 加勒比公主號，公主游轮旗下的超至尊級游轮
- 皇冠公主號，公主游轮旗下的超至尊級游轮
- 紅寶石公主號，公主游轮旗下的超至尊級游轮
- 翡翠公主號，公主游轮旗下的超至尊級游轮
- 星辰公主號，公主游轮旗下的至尊級游轮
- 至尊公主號，公主游轮旗下的至尊級游轮
- 黃金公主號，公主游轮旗下的至尊級游轮
- 珊瑚公主號，公主游轮旗下的珊瑚級游轮
- 海島公主號，公主游轮旗下的珊瑚級游轮
- 太陽公主號，公主游轮旗下的太陽級游轮
- 黎明公主號，公主游轮旗下的太陽級游轮
- 碧海公主號，公主游轮旗下的太陽級游轮
- 太平洋公主號，公主游轮旗下的探險級游轮

### 歌詩達遊輪
- 歌詩達維多利亞號
- 歌詩達協和號(沉沒報廢)
- 歌詩達迷人號
- 歌詩達愛蘭歌娜號
- 歌詩達幸運號
- 歌詩達經典號
- 歌詩達新經典號
- 歌詩達新浪漫號

### 中船嘉年华
- 歌詩達大西洋號
- 歌詩達地中海號
- 爱达·魔都号[4]

### 其他
- 中華之星：前稱亞洲之星、Radisson Diamond[5][6]